# ピーター・サヴィル
ピーター・サヴィル（Peter Saville、1955年10月9日 -）は、イギリスのグラフィックデザイナー。イングランド、マンチェスター出身。

## 略歴
マンチェスターのアートスクール（現在はマンチェスター・メトロポリタン大学の芸術デザイン学部）でグラフィックデザインを学ぶ傍ら、ファクトリー・レコードの専属デザイナーとして活動。ジョイ・ディヴィジョン、ニュー・オーダー、ハッピーマンデーズなど、同レーベルに所属していたミュージシャンを中心に多くのジャケットのデザインを手がける。
1979年以降はロンドンへと活動の拠点を移し、ウルトラヴォックス、スウェード、パルプ、ビョーク、ゲイ・ダッドなどファクトリー所属以外のミュージシャンのジャケットのデザインも担当した。
また、その活動は音楽関連にとどまらず、アドビ、CNN、ジバンシィなどイギリス国内外の企業のデザインも手がけ、現代イギリスを代表するデザイナーの一人として活躍している。